# Дерибы
Дерибы — деревня в Пермском районе Пермского края. Входит в состав Фроловского сельского поселения.

## Географическое положение
Расположена на правом берегу реки Мось примерно в 4 км к востоку от административного центра поселения, села Фролы, и в 16 км к юго-востоку от центра города Перми.

### Улицы[2]
- Луговая ул.

## Население
| 2010 |
| ---- |
| 28   |

### Известные люди
- Климов, Иван Ванифатьевич (1935—2009) — Герой Социалистического Труда.

## Топографические карты
- Лист карты O-40-77 Юг. Масштаб: 1 : 100 000. Состояние местности на 1983 год. Издание 1985 г.